# ديفيد بيك
ديفيد بيك هو رسام هولندي، ولد في 25 مايو 1621 في دلفت في هولندا، وتوفي في 6 ديسمبر 1656 في لاهاي في هولندا.